# El centinela
El centinela (The Sentinel) es un cuento de Arthur C. Clarke famoso por haber sido ampliado (y modificado) en la novela 2001: Una odisea del espacio y en la película homónima. Clarke la ha descrito como "la historia en la que 2001 fue basada". Para establecer una relación clara entre el cuento y la película, él ha mencionado que le gusta compararlas como "una bellota y el roble que brota de ésta".
Fue escrito en 1948 para una competición de la BBC (en la que no participó), y fue publicada primero en la revista 10 Historias de Fantasía, en 1951, con el título Sentinel of Eternity (Centinela de la Eternidad). Apareció primero en Estados Unidos en The Avon Science Fiction and Fantasy Reader, publicado por Avon Periodicals, Inc. en 1951. A pesar del fracaso de la historia, cambió el curso de la carrera de Clarke.

## Argumento
La historia trata acerca del descubrimiento de un artefacto en la Luna de la Tierra dejado hace eones por antiguos alienígenas. El objeto está hecho de un mineral pulido y de forma piramidal, y rodeado por un campo de fuerza esférico. El narrador en primera persona especula, en un momento dado, que los forasteros misteriosos que dejaron esta estructura en la Luna pueden haber usado mecanismos que pertenecen "a una tecnología que supera nuestros conocimientos, quizá una tecnología de fuerzas 'para-físicas'".
Durante milenios (evidenciado por el aumento del polvo alrededor de su campo de fuerza) el artefacto ha transmitido señales en el espacio profundo, pero deja de transmitirlas cuando los astronautas que lo descubren abren una brecha en el campo de fuerza. El narrador supone que este "centinela" apareció en la Luna como una "señal de advertencia para la posible inteligencia y vida del espacio que podría desarrollarse en la Tierra".
Esta cita ilustra la idea, y sus ramificaciones:

"Era sólo cuestión de tiempo antes de que nosotros encontráramos la pirámide y la abriéramos a la fuerza. Ahora sus señales han cesado, y aquellos que la dejaron ahí estarán volviendo sus mentes a la Tierra. Quizás ellos desean ayudar a nuestra infantil civilización. Pero ellos deben ser los mismos, muy viejos, y el viejo a menudo tiene celos del joven."

En la película 2001: Odisea del espacio, el funcionamiento del centinela se invierte. Es la energía del Sol, cayendo por primera vez en el artefacto descubierto el cual activa la señal de que las criaturas de la Tierra habían dado el primer paso en el espacio.

## Basado también
- Odisea espacial
- 2001: Odisea del espacio, película basada en el cuento
- 2010: Odisea Dos
- 2061: Odisea Tres
- 3001: Odisea Final